# Ulrik Yttergård Jenssen
 Ulrik Yttergård Jenssen (født 4. december 1996) er en norsk professionel fodboldspiller, som spiller for Eliterserien-klubben Rosenborg BK.

## Klubkarriere

### Lyon
Jenssen begyndte sin fodboldkarriere med sin lokalklub Tromsø IL. Han skiftede i 2013 til franske Olympique Lyon, hvor han spillede for ungdomsholdene. Han spillede flere kampe for reserveholdet i sin tid hos Lyon, men spillede dog aldrig for førsteholdet.

### Tromsø
Jenssen vendte i 2016 tilbage til Tromsø.

### Nordsjælland
Jenssen skiftede i januar 2018 til FC Nordsjælland. Over de næste 3,5 sæsoner spillede Jenssen mere end 100 kampe for Nordsjælland.

### Willem II
Jenssen skiftede i august 2021 til Willem II. Efter klubbens nedrykning i 2021-22 sæsonen, blev de i juli 2022 enige om at ophæve hans kontrakt.

### Nordsjælland retur
Efter Jenssens kontrakt med Willem II var blevet ophævet, vendte han tilbage til Nordsjælland.

### Rosenborg
I november 2022 blev det annonceret, at Jenssen ville skifte til Rosenborg BK per januar 2023.

## Landsholdskarriere
Jenssen har repræsenteret Norge på flere ungdomsniveauer.